# کاترین اچاندیا
کاترین اچاندیا (اسپانیایی: Katherin Echandia‎; ۱۴ اوت ۲۰۰۱) وزنه‌بردار زن اهل ونزوئلا است.